# Ośmiościan ścięty

Ośmiościan ścięty

Ośmiościan ścięty

Przykładowa siatka ośmiościanu ściętego

Ośmiościan ścięty to wielościan półforemny o 14 ścianach w kształcie 6 kwadratów i 8 sześciokątów foremnych. Posiada 36 krawędzi i 24 wierzchołki. Ośmiościan ścięty można uzyskać przez ścięcie wierzchołków ośmiościanu foremnego.
Długość krawędzi ośmiościanu ściętego w stosunku do długości krawędzi ośmiościanu foremnego przed ścięciem:
{\displaystyle {\frac {a_{osmioscianu\ scietego}}{a_{osmioscianu\ foremnego}}}={\frac {1}{3}}.}

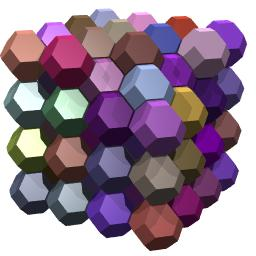
Wypełnienie przestrzeni przy użyciu przystających ośmiościanów ściętych

Całkowite pole powierzchni ośmiościanu ściętego o krawędzi długości a:
{\displaystyle S=\left(6+12{\sqrt {3}}\right)\ a^{2}\approx 26{,}8\ a^{2}.}
Objętość:
{\displaystyle V=8{\sqrt {2}}\ a^{3}\approx 11{,}314\ a^{3}.}
Promień kuli opisanej:
{\displaystyle R={\frac {1}{2}}{\sqrt {10}}\ a\approx 1{,}581\ a.}
Nie da się wpisać kuli.
Odległość od środka masy do każdej ze ścian kwadratowych:
{\displaystyle r_{4}={\sqrt {2}}\ a\approx 1{,}413\ a.}
Odległość od środka masy do każdej ze ścian sześciokątnych:
{\displaystyle r_{6}={\frac {1}{2}}{\sqrt {6}}\ a\approx 1{,}2247\ a.}
Kąt między ścianami:

kwadratową i sześciokątną:
{\displaystyle \alpha =\pi -\arcsin {\sqrt {\frac {2}{3}}}\approx 125{,}26^{\circ }\ (125^{\circ }15'51'')}
dwiema sześciokątnymi:
{\displaystyle \alpha =2\ \arcsin {\sqrt {\frac {2}{3}}}\approx 109{,}47^{\circ }\ (109^{\circ }28'16'')}
Grupa symetrii:
{\displaystyle O_{h}.}